# Reto (Gottheit)
Reto war laut den „Lebensbeschreibungen des Bonifaz“ von Letzner und Cyriacus Spangenberg, einer Heiligenvita aus dem Jahr 1603, ein germanischer Gott der Sachsen, der auf dem ihm geweihten Reteberg (auch Rietberg oder Retoberg) bei Wiebrechtshausen verehrt worden sein soll. Der Heilige Bonifatius soll dort den Altar Retos zerstört haben, an welchen heute noch ein großes Loch auf einer Anhöhe in der Bergesmitte erinnert. Älteren Sprachforschern wie Johann Kaspar Zeuß bot die Erwähnung Retos noch Anlass zur Spekulation, so stellte er ihn zur angelsächsischen Göttin bzw. dem Monatsnamen „Hrede“ und zu einer angelsächsischen Glosse die vom Monat März als „Martius hrede“ spricht und „Hrede“ als „Gloriosus, famosus“ erklärt, auch identifizierte er ihn mit einem anderen Gott namens Krodo, der aus der älteren Cronecken der Sassen von 1492 bekannt ist, da in einigen Varianten der Heiligenviten beide Namen vertauscht wurden. Heutzutage wird jedoch die Idee von der Existenz eines Gottes namens „Reto“ größtenteils verworfen und er wird zu den sogenannten „topischen Göttern“ gerechnet, welche zur Ausschmückung der Acta Sanctorum des Bonifatius und zur Erklärung von Ortsnamen erfunden wurden.

## Der „Reto-Altar“ in Märchen und Brauchtum
Laut der niedersächsischen Sage „Das Fräulein von Bomeneburg“ soll jedes Jahr zur Osternacht eine heftig weinende schöne Frau zum Retoloch gehen und sich darin waschen. Es soll sich hierbei um Kunigunde, die Tochter des Ritters von der Bomeneburg, welche zwischen Northeim und dem Northeimer Brunnen gelegen haben soll, handeln. Diese weigerte sich, das Christentum anzunehmen und verlobte sich mit einem ebenfalls heidnischen Ritter. Am Hochzeitstag wartete Kunigunde jedoch lange vergebens auf ihren Freier, bis ein großes Unwetter losbrach und ihr Bräutigam um Mitternacht, begleitet von Donner und Blitz, als Schwarzer Ritter erschien und sie in den Retoberg entführte, wo sie heute noch leben und sie nur einmal im Jahr zur Osternacht herausgelassen wird, um sich am Flüsschen Ruhme zu waschen. Der Sage nach soll eine Frau oder ein Mädchen, welches Kunigunde folgt und sich nach ihr im Fluss wäscht, wunderbare Schönheit erhalten.